# Mirko Bogović
Mirko Bogović, född 2 februari 1816 i Varaždin, död 4 maj 1893 i Zagreb, var en kroatisk författare.
Bogović skrev ett par häften lyriska dikter Ljubice (Violer, 1844) och Smilje i kovilje (Hedblomster och fjädergräs, 1847) samt den politiska diktsamlingen Domorodni glasi (Hemliga toner, 1848). Efter revolutionen 1848–49 lämnade han, som hittills varit järnvägstjänsteman, statstjänsten och ägnade sig uteslutande åt författarskap. Han skrev tragedin Stjepan, posljednji kralj bosanski (Stefan, den siste kungen av Bosnien, 1857), skådespelen Frankopan (1856) och Matia Gubec (1860) samt de historiska berättelserna Pripovesti (1860).